# 電影情人夢
《虹之女神》（日语：虹の女神）是由執導過知名電影《情書》的日本導演岩井俊二擔任監製，由熊澤尚人執導的愛情電影，2006年11月30日在日本首映，之後也在台灣、南韓、香港及泰國上映過。原作是出自日本作家櫻井亞美在2005年所寫的廣播劇。電影由上野樹里和市原隼人主演。

## 劇情簡介
個性優柔寡斷，又拿美女沒輒的岸田智也（市原隼人 飾），為了靠近心儀的女生（鈴木亞美 飾），到她打工的唱片行埋伏，因此認識了也在唱片行打工的佐藤葵（上野樹里 飾），雖然智也還是沒有成功追到心儀的女生，但卻意外跟
葵成了無話不談的朋友。在經過長時間相處後，葵和智也的關係變得微妙起來。
但不擅表達心意的葵，一直都沒有將真實心意告訴智也‧‧‧

## 主要角色簡介
- 岸田智也: 市原隼人
- 佐藤葵: 上野樹里

- 佐藤かな: 蒼井優・・・葵的妹妹，雙眼看不見。
- 麻倉今日子: 酒井若菜・・・大學電影社的成員，自稱秋田美人。
- 久保サユミ: 鈴木亞美・・・葵在唱片行打工的同事
- 森川千鶴: 相田翔子・・・智也在聯誼場合認識的人

- 佐藤安二朗: 小日向文世・・・葵的父親
- 佐藤ともえ: 田島令子・・・葵的母親

（電影公司）   
- 樋口慎祐: 佐佐木藏之介・・・葵的上司
- 前田: 郭智博・・・岸田智也的同事AD
- 佐々木先輩: 眞島秀和・・・AD
- カメラマン小沢: ピエール瀧
- 田辺ディレクター: 山中聡

（青葉學院大學電影社的社員）   
- 尾形学人: 田中圭
- 延島あきふみ: 三浦アキフミ
- 服部次郎: 尾上寛之

## 製作人員
- 原作：櫻井亞美
- 脚本：櫻井亞美、齊藤美如、網野酸（岩井俊二）
- 製作人：岩井俊二、橘田寿宏
- 導演：熊澤尚人
- 製作：Amuse Soft Entertainment, Inc.、東京電視台、東寶、幻冬舎、STARDUST PICTURES、SKY Perfect Well Think, Co. Ltd.、TOKYO FM、朝日新聞社、電通...
- 發行：東寶（日本）
- 主題曲（作詞、作曲、編曲、演唱）：種ともこ〈The Rainbow Song　虹の女神〉（1990年發表的同名作品）

## 拍攝花絮
- 電影內的大學場景是日本成城大學，也是導演熊澤尚人的母校，電影中出現的電影社也是該大學裡的社團實景。
- 在2006年5月，利用日本黃金週假期拍攝完學校的部份。
- 在電影中出現的公園，堤壩，打工的唱片行等，是在日本櫪木縣足利市，也是製作人岩井俊二的作品《青春電幻物語》、《花與愛麗絲》等電影中，常使用的外景拍攝地。

## 獎項
- 2006年第80回電影旬報獎助演女優賞：蒼井優（《扶桑花女孩》、《蜂蜜幸運草》、《電影情人夢》）
- 2006年第61回每日電影獎助演女優賞：蒼井優（《扶桑花女孩》、《蜂蜜幸運草》、《電影情人夢》）

## 外部連結
- 電影日本官方網站 （页面存档备份，存于）
- 電影DVD日本官方網站 （页面存档备份，存于）